# Ischioscia longicauda
Ischioscia longicauda är en kräftdjursart som beskrevs av Helmut Schmalfuss1980. Ischioscia longicauda ingår i släktet Ischioscia och familjen Philosciidae. Inga underarter finns listade i Catalogue of Life.